# Nokia 7160
Il Nokia 7160 è un telefonino prodotto dall'azienda finlandese Nokia.

## Caratteristiche
- Dimensioni: 125 x 53 x 24.1 mm
- Massa: 139  g
- Risoluzione display: 96 x 65 pixel monocromatico
- Durata batteria in conversazione: 3 ore
- Durata batteria in standby: 168 ore (7 giorni)
- Infrarossi